# Bitwa pod Ash Hollow
Bitwa pod Ash Hollow (zwana też bitwą pod Bluewatwer Creek) – starcie zbrojne, które miało miejsce 3 września 1855 r. w trakcie walk Amerykanów z Siuksami (1854–1855). Walka z wojownikami plemienia Brulé-Lakota (zachodnia Nebraska) zakończyła się klęską Indian i kosztowała życie 85 wojowników.

## Wprowadzenie
W dniu 19 sierpnia 1854 r. doszło do wydarzenia, zwanego w historii Indian Masakrą Grattana. Na ziemiach wschodniego Wyomingu śmierć z ręki Indian Brulé poniósł podporucznik John L. Grattan oraz jego 30 ludzi, w tym tłumacz. Późnym latem 1854 r. około 4 000 wojowników Brulé i Oglala rozłożyło się w obozie w pobliżu Fortu Laramie, gdzie domagali się należnej im corocznej dostawy zaopatrzenia zagwarantowanej w roku 1851 w wyniku pierwszego układu podpisanego w Forcie Laramie.
Tymczasem z sąsiedniego Oregonu w okolice obozu zabłąkała się jedna z krów, którą Siuksowie złapali i zabili. Właściciel krowy, jeden z mormonów poskarżył się na ten czyn w forcie, żądając ukarania winnych. Niedoświadczony podporucznik Grattan wydał rozkaz aresztowania sprawców i przyprowadzenia ich do fortu. Wraz ze swoim oddziałem skierował się konno do obozu Indian i wodza Brulé (Conquering Bear), który jako odszkodowanie zaoferował białym konia. Grattan odrzucił jednak tę propozycję. W chwili gdy wódz Indian zamierzał opuścić miejsce rozmowy, jeden z żołnierzy strzelił mu w plecy. W wynikłej w chwilę później strzelaninie, Grattan i jego 30 ludzi ponieśli śmierć. Masakrę przeżył zaledwie jeden żołnierz, jednak i on w wyniku ran zmarł wkrótce w forcie.
Gdy wiadomość o masakrze dotarła do sztabu armii, zarządzono wysłanie ekspedycji karnej. Dowódcą mianowano 53-letniego Williama Selby Harneya, weterana i jednego z bohaterów wojny z Meksykiem (1846–1848). W Forcie Kearney, gdzie stacjonowała część jego dawnej jednostki, Harney zebrał oddział 600 ludzi, z którymi w dniu 24 sierpnia wyruszył w kierunku obozu Siuksów.

## Bitwa
Dnia 3 września 1855 r. ekspedycja dotarła do Blue Water Creek, jednego z dopływów Platte Rivers w zachodniej Nebrasce. Nad rzeką znajdował się obóz, w którym przebywało około 250 mężczyzn, kobiet i dzieci z plemienia Brulé. Po odrzuceniu przez Indian żądań Harneya, by wydać winnych zeszłorocznej masakry, dowódca wydał rozkaz do ataku na obóz. Część Siuksów rozpoczęła ucieczkę w kierunku rzeki, stając się łatwym celem dla żołnierzy, strzelających także do kobiet i dzieci. Grupa uzbrojonych wojowników przedarła się przez linię amerykańską, po czym przez następne kilka godzin ścigana była przez kawalerzystów. Indianie Brulé pod wodzą Małego Pioruna (Little Thunder) następcy zabitego Conquering Bear'a ponieśli porażkę tracąc 85 ludzi w tym wiele kobiet i dzieci.
Po walce armia amerykańska demonstracyjnie przekroczyła ziemie Lakotów, nie napotykając już na żaden opór. Szalony Koń (Crazy Horse), późniejszy słynny wódz, był wówczas dzieckiem, które przeżyło masakrę.
Generał Harney uzyskał wśród Siuksów przydomek rzeźnika. Wiele amerykańskich gazet opisywało walkę jako heroiczne zwycięstwo białych. Inne krytykowały wojsko, zarzucając mu masakrę.